# أبهاي شارانارافيندا
أبهاي شارانارافيندا بهاكتيفيدانتا سوامي برابهوبادا (Abhay Charanaravinda Bhaktivedanta Swami Prabhupada)، (ولِدَ في 1 من سبتمبر 1896م– تُوفِيَ في 14 من نوفمبر 1977م)، كان مُعلم الحركة الدينية جاودية فايشنافا ومؤسس أشاريا للجمعية الدولية لوعي كريشنا، المعروفة عمومًا باسم «حركة هار كريشنا».

## نبذة
وكانت مهمته هي نشر جاودية فايشنافيسم، وهي شكلٌ من أشكال الهندوسية (المصطلح الذي كان بهاكتيفيدانتا ينكره باستمرار)، والتي تم تدريسها له من قِبل مُعلمه، بهاكتيسيدهانتا ساراسفاتي في جميع أنحاء العالم.
وبسبب مولد أبهاي شاران دي في كلكتا، تلقى تعليمه في كلية الكنيسة الأسكتلندية المرموقة المحلية. وقبل اعتماد حياة زاهد الذات التقي (فانابراسثا) في عام 1950 تزوج أبهاي وأنجبت زوجته وكان لديه شركة صيدلانية صغيرة. وفي عام 1959م، حصل على نذر لإنكار الذات (سانياسا) وبدأ كتابة تعليقات على فايشنافا الكتاب المقدس. وفي سنواته الأخيرة -كراهب فايشنافا متنقل- أصبح مُحاورًا مؤثرًا للاهوت جاودية فايشنافا إلى الهند وتحديدًا إلى الغرب من خلال قيادته للجمعية الدولية لوعي كريشنا، التي تأسست في عام 1966م.
وبصفته مؤسسًا للجمعية الدولية لوعي كريشنا، «برز بهاكتيفيدانتا سوامي كشخصية رئيسية لـ الثقافة المضادة الغربية، شارعًا الآلاف من الشباب الأمريكيين». وعلى الرغم من هجمات المجموعات المضادة للعبادة، تلقى بهاكتيفيدانتا سوامي ترحيبًا مواتيًا من العديد من علماء الدين، مثل جيه ستيلسون جودا وهارفي كوكس ولاري شين وتوماس هوبكينز، الذين أشادوا بترجمات بهاكتيفيدانتا سوامي ودافعوا عن المجموعة ضد صور وسائل الإعلام المشوهة والتفسيرات الخاطئة. وتكريمًا لإنجازاته، أعطى الزعماء الدينيون من حركات جاودية فايشنافا الأخرى أيضًا له الائتمان.
وُصِفَ بهاكتيفيدانتا سوامي كقائد كاريزمي، بالمعنى المستخدم من قِبل عالم الاجتماع ماكس ويبر، لأنه كان ناجحًا في اكتساب تابعين في الولايات المتحدة وأوروبا والهند وأماكن أخرى..وبعد وفاته في عام 1977م، استمرت الجمعية الدولية لوعي كريشنا -الجمعية التي أسسها اعتمادًا على نوع من الكرشنيسم الهندوسية باستخدام بهاجافاتا بورانا ككتاب مقدس رئيس- في الانتشار وأصبحت مُبجلةً في الهند، بالرغم من وجود نزاعات بشأن القيادة بين أتباعه.

## الكتب والنشر
من المعتقد أن المساهمة الأكثر أهمية لبهاكتيفيدانتا سوامي هي كتبه. وفي خلال العشرين عامًا الأخيرة من حياته، ترجم بهاكتيفيدانتا سوامي أكثر من ستين مجلدًا للكتب المقدسة الكلاسيكية الفيدية (مثل البهاغافاد غيتا وسريماد بهاغافاتام) إلى اللغة الإنجليزية. وبسبب سلطتها وعمقها ووضوحها، حازت كتبه على ثناءٍ من الأساتذة في الكليات والجامعات مثل جامعة هارفارد وأكسفورد وكورنيل وكولومبيا وسيراكيوز وأوبرلين وإيدينبرغ، ونُشِرَ كتابه بهاغافاد غيتا كما هي بواسطة الناشرين ماكميلان، في عام 1968م ونُشِرَت النسخة الكاملة غير المختصرة في عام 1972م، وهي الآن متاحة بأكثر من ستين لغة حول العالم وهناك العديد من كتب بهاكتيفيدانتا سوامي الأخرى المتاحة بأكثر من ثمانين لغة مختلفة.

## للاستزادة
- Ekstrand، Maria؛ Bryant، Edwin H. (2004). The Hare Krishna movement: the postcharismatic fate of a religious transplant. New York: Columbia University Press. {{استشهاد بكتاب}}: الوسيط |ref=harv غير صالح (مساعدة) وتجاهل المحلل الوسيط |الرقم المعياري= لأنه غير معروف، ويقترح استخدام |ردمك= (مساعدة)
- Rhodes، Linda (2001). Challenge of the Cults and New Religions, The. Grand Rapids, Mich: Zondervan. {{استشهاد بكتاب}}: الوسيط |ref=harv غير صالح (مساعدة) وتجاهل المحلل الوسيط |الرقم المعياري= لأنه غير معروف، ويقترح استخدام |ردمك= (مساعدة)
- Vasan، Mildred؛ Lewis، James P. (2005). Cults (Contemporary World Issues). Santa Barbara, Calif: ABC-CLIO. {{استشهاد بكتاب}}: الوسيط |ref=harv غير صالح (مساعدة) وتجاهل المحلل الوسيط |الرقم المعياري= لأنه غير معروف، ويقترح استخدام |ردمك= (مساعدة)
- Cole، Richard؛ Dwayer، Graham (2007). The Hare Krishna Movement: Forty Years of Chant and Change. London: I. B. Tauris. {{استشهاد بكتاب}}: الوسيط |ref=harv غير صالح (مساعدة) وتجاهل المحلل الوسيط |الرقم المعياري= لأنه غير معروف، ويقترح استخدام |ردمك= (مساعدة)
- Gelberg، Steven J، المحرر (1983). Hare Krishna, Hare Krishna: Five Distinguished  Scholars on the Krishna Movement in the West.(Contributions by Harvey Cox, Larry D. Shinn, Thomas J. Hopkins, A.L. Basham,  Shrivatsa Goswami). New York: Grove Press. {{استشهاد بكتاب}}: الوسيط |ref=harv غير صالح (مساعدة)
- Bhaktivedanta، A. C. (2003). The Science of Self-realization. لوس أنجلوس: Bhaktivedanta Book Trust. {{استشهاد بكتاب}}: الوسيط |ref=harv غير صالح (مساعدة) وتجاهل المحلل الوسيط |الرقم المعياري= لأنه غير معروف، ويقترح استخدام |ردمك= (مساعدة)
- Knot، Kim (1997). "Insider and outsider perceptions of Prabhupada". ISKCON Communications Journal: 5: 1. مؤرشف من الأصل في 2016-03-04. {{استشهاد بدورية محكمة}}: الوسيط |ref=harv غير صالح (مساعدة)
- Knott, Kim (2005). "Insider/outsider perspectives". The Routledge Companion to the Study of Religion. ISBN:978-0-415-33311-5. مؤرشف من الأصل في 2019-12-08.
- Srivatsa Goswami؛ Dasa Goswami، Satsvarupa؛ Cox، Harvey؛ Hopkins، Thomas J.؛ Judah، J. Stillson (1983). "Review: Srila Prabhupada-Lilamrta". Journal of Asian Studies. ج. 42 ع. 4: 986–988. DOI:10.2307/2054828. ISSN:0021-9118. JSTOR:2054828. اطلع عليه بتاريخ 2008-05-30. {{استشهاد بدورية محكمة}}: الوسيط |ref=harv غير صالح (مساعدة)
- Sharma، Jagdish Saran (1981). Encyclopaedia Indica. مؤرشف من الأصل في 2016-12-22. {{استشهاد بكتاب}}: الوسيط |ref=harv غير صالح (مساعدة)